# Strange Magic (film)
Strange Magic je animirani fantazijski muzikal iz leta 2015, ki ga je režiral Gary Rydstrom in produciral George Lucas.